# Boulevard Clovis-Constant
La boulevard Clovis-Constant est une voie nantaise.

## Situation et accès
Situé dans le quartier Hauts-Pavés - Saint-Félix, le boulevard est une artère bitumée, longue d'environ 500 m, ouverte à la circulation automobile, reliant la place Armand-Fallières au boulevard des Anglais. Sur une partie importante de son côté sud, le boulevard longe le parc de Procé et les installations du stade de Procé.

## Origine du nom
Il porte le nom de l'ancien maire de Nantes Clovis Constant, décédé un an auparavant.

## Historique
L'ancienne « rue de Carcouet » était naguère plus longue puisqu'elle débutait au niveau de la « rue des Herses » (actuelle rue George-Sand), intégrant le boulevard Auguste-Pageot. Son tracé ne fut raccourci qu'en 1901.
L'artère a été baptisée par la municipalité le 8 octobre 1965.